# Valerie Taylor (Informatikerin)

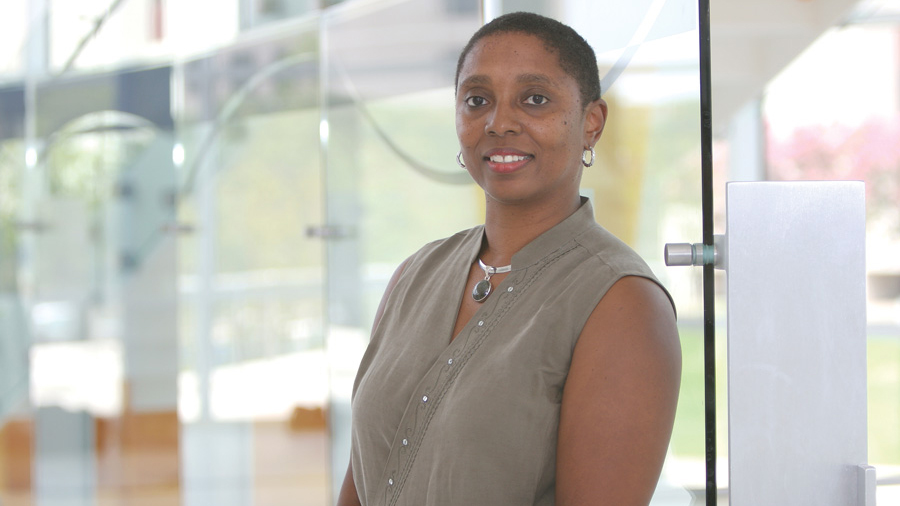
Valerie Taylor, vor 2018

Valerie Taylor (* 24. Mai 1963 in Chicago) ist eine US-amerikanische Informatikerin und Hochschullehrerin. Sie ist die Direktorin der Abteilung Mathematik und Informatik des Argonne National Laboratory. Ihre Forschung konzentriert sich auf die Leistungsanalyse und Modellierung paralleler wissenschaftlicher Anwendungen.

## Leben und Werk
Taylor studierte an der Purdue University, wo sie 1985 ihren Bachelor-Abschluss in Computer- und Elektrotechnik  und 1986 ihren Master-Abschluss in Elektrotechnik erhielt. Sie setzte ihre Ausbildung an der University of California in Berkeley fort und promovierte dort 1991 bei David Messerschmidt in Elektrotechnik und Informatik. Für ihre Dissertation über sparse matrices hat sie ein Patent. In demselben Jahr wurde sie Assistenzprofessorin für Elektro- und Computertechnik an der Northwestern University, wo sie 1997 außerordentliche Professorin und 2002 ordentliche Professorin wurde. 2003 ging sie als Leiterin des Instituts für Informatik und Ingenieurwesen an die Texas A&M University und wurde dort zur Stewart & Stevenson-Professorin ernannt. 2004 wurde sie Regents Professorin sowie Royce E. Wisenbaker Professorin am Department of Computer Science. Sie arbeitete an „Prophesy“, einer Datenbank, in der Daten gesammelt und analysiert werden, um die Leistung verschiedener Anwendungen auf parallelen Systemen vorherzusagen. Während ihrer Zeit an der Fakultät der Northwestern University und der Texas A&M University arbeitete sie mit dem Argonne National Laboratory zusammen, einschließlich eines Sommer-Sabbaticals 2011. 2017 wurde sie Direktorin der Abteilung für Mathematik und Naturwissenschaften im Argonne National Laboratory in Illinois.
Taylor ist CEO und Präsidentin des Center for Minorities and People with Disabilities in Information Technology (CMD-IT). Die Organisation ist bestrebt, die Beteiligung von Minderheiten und Menschen mit Behinderungen an der IT-Belegschaft in den USA zu fördern. 

## Auszeichnungen (Auswahl)
- Richard A. Tapia Achievement Award for Scientific Scholarship, Civic Science, and Diversifying Computing
- Outstanding Young Engineering Alumni Award, University of California, Berkeley
- MOBE Influencers and Innovators of the Internet and Technology
- Hewlett-Packard Harriet B. Rigas Education Award
- Sigma Xi Distinguished Lecturer
- 2002: A. Nico Habermann Award
- AccessComputing Capacity Building Award
- 2013: fellow of the Institute of Electrical and Electronics Engineers
- 2016: Fellow of the Association for Computing Machinery
- 2019: Argonne Distinguished Fellow